# Джейсон Макендейл
Джейсон Макендейл (англ. Jason Macendale), также известный как Джек-фонарь (англ. Jack O'Lantern) и Хобгоблин (англ. Hobgoblin) — персонаж Marvel Comics.

## История создания
Джейсон Макендейл впервые появился в Machine Man #19 (февраль 1981) в качестве Джека-фонаря, он был создан Томом ДеФалко и Стивом Дитко. Позднее он становится Хобгоблином.
Персонаж был убит в Spider-Man: Hobgoblin Lives #1, дабы освободить место Хобгоблина для Родерика Кингсли, оригинального Хобгоблина. Его автор Роджер Стерн заявлял, что изначально не знал, как решить проблему, когда существовало два Хобгоблина — Кингсли и Макендейл. В итоге он посчитал, что убийство Макендейла «его парнем» послужило бы отличной завязкой.

## Биография
Макендейл — бывший агент ЦРУ, который был принят в организацию после окончания колледжа. Тем не менее, методы Макендейла были слишком жестокими для организации, из-за чего он был уволен. Это вынудило Макендейла стать суперзлодеем Джеком-фонарём.
Джек-фонарь стал постоянным врагом Человека-паука после первой встречи с ним в Spectacular Spider-Man # 56. Позднее он был нанят Хобгоблином для нахождения его потерянного снаряжения и, несмотря на появление Человека-паука, Макендейл успешно выполнил задание.
Желая стать боссом преступного мира, Джек-фонарь объединился с Хобгоблином. Вместе с ним он промыл мозги репортёру из «Дейли Бюьгл» Неду Лидсу, внушив ему, что тот — Хобгоблин. Тем не менее, Лидс в скором времени стал обузой для них, отчего Макендейл попросил Иностранца того убить. После смерти Лидса Макендейл решает, что взяв себе оборудование и личность Хобгоблина, обретёт то уважение суперпреступного сообщества, что было у Хобгоблина. Однако из-за нескольких позорных поражений от Человека-паука и даже от Гарри Озборна, ставшего новым Зелёным гоблином, а также потому, что суперзлодеи узнали, что Макендейл получил псевдоним и оборудование Хобгоблина убийством, он стал посмешищем для остальных преступников.
Во время событий комикс-кроссовера Inferno Джейсон, устав терпеть вечные поражения, предложил демону Мефисто свою душу взамен на силы. Демона позабавила просьба смертного. Было подписано соглашение между демоном и Джейсоном, в ходе которого последний получил сверхчеловеческие и сверхъестественные способности. К сожалению для Джейсона, способностями дело не ограничилось. Его тело начало меняться, подстраиваясь под новые возможности. И в то же время лицо быстро приобретало новые очертания, становясь точной копией маски Хобгоблина. Преступник был арестован и помещён в Могильную Тюрьму, где тело Демогоблина физически разделилось на две части. Отделившийся Демогоблин бежал из тюрьмы и начал «очищать грешников», а тело  сгорело.
Позже он был спасён Доппельгенгером, но неизвестные герои победили Демогоблина, несмотря на отсутствие каких-либо сверхсил. Демогоблин снова был захвачен, но на сей раз он телепатически вызвал Доппельгенгера, и тот снова помог ему вырваться на свободу. Это привлекло внимание Человека-паука, который тут же бросился вдогонку Демогоблину и Доппельгенгеру.
В этот бой также были втянуты Веном, Призрачный гонщик и Блейд. Как результат — Демогоблин снова попал за решётку.
Чуть позже Лунный рыцарь начал экспериментировать со странными заклинаниями головокружения, и его лицо начало разлагаться. Решив, что во всём виноват Демогоблин, он отправился к нему в тюрьму. Лунный рыцарь хотел вывести преступника на чистую воду и выяснить, что тот с ним сделал. Во время телепатической и физической потасовки с Демогоблином Лунный рыцарь узнал, что в него попал вирус, постепенно захватывающий всё тело. В результате таинственный вирус был отделён от тела Лунного рыцаря и стал известен как Падаль. После этого Рыцарь снова одолел Демогоблина и оставил его в камере тюрьмы.
Позже Демогоблин был освобождён и присоединился к банде, в которую уже входили Карнаж, Доппельгенгер, Визг и Падаль. Вместе они терроризировали и разрушали Нью-Йорк до тех пор, пока Человек-паук и его друзья-супергерои не покончили с этим безумием.
Демогоблин был безумно разочарован после очередного поражения. В очередной раз попав в тюрьму, у него было время обдумать дальнейшие действия.
Через какое-то время он снова совершил грубую ошибку, объединившись с Блейдом, чувствуя, что он так же, как и тот, хочет наказать нечестивых. Однако совместная работа оказалась непродолжительной, так как Блейд, подчинённый Дарклоду, убил Демогоблина. Как бы то ни было, позже Демогоблин снова воскрес. После этого он несколько раз вступал в поединок с Веномом и даже пару раз боролся с Морбиусом. Всегда проигрывающий и оказывающийся за решёткой, Демогоблин начал всерьёз задумываться о своей «миссии».
Несколько месяцев спустя он снова вырвался на свободу и отправился на поиски Джейсона Макендейла, чтобы просить его о прощении. Когда он наконец нашёл Джейсона, тот отказался верить в это, и между ними завязалась драка, которая проходила в местном храме. Демогоблин заметил, что одна из колонн была повреждена во время боя, и теперь, упав, она могла погрести под своими обломками женщину и её маленького сына. Прося о прощении, Демогоблин бросился на помощь людям и удерживал колонну в течение нескольких секунд, пока её вес не раздавил его.
Джейсон был отправлен в тюрьму за многочисленные преступления, в том числе за преступления Родерика Кингсли и Неда Лидса. Родерик Кингсли, опасаясь, что Макендейл может раскрыть все его секреты, проник в тюрьму и убил Макендейла.

## Силы и способности
Первоначально Джейсон не обладал никакими сверхчеловеческими способностями. Тем не менее, он использовал оборудование Хобгоблина и Зелёного гоблина, в частности бомбы в форме тыкв и реактивный планер.
Когда Джейсон отдаёт свою душу, взамен получая силы Демогоблина, его физическая сила, скорость и рефлексы заметно возрастают. Кроме того, он получает возможность управлять огнём и создавать из него планер и снаряды.
Его сила, скорость и ловкость также увеличиваются, когда он принимает сыворотку Крейвена-охотника.

## Вне комиксов

### Телевидение

Хобгоблин в мультсериале «Человек-паук» (1994).

- Собирательный образ из воплощений Хобгоблина Джейсона Макендейла и Родерика Кингсли по имени Джейсон Филлип Макендейл появился в мультсериале «Человек-паук» (1994), где его озвучил Марк Хэмилл[11]. По версии мультсериала он был суперзлодеем до появления Зелёного гоблина и не обладал суперспособностями. Во время первого своего появления Хобгоблин работал на Нормана Озборна и по его приказу пытался убить Кингпина. Впоследствии предал своего босса и перешёл на сторону Кингпина, однако затем попытался прибрать к рукам его криминальную империю. После нескольких появлений в роли Хобгоблина он был идентифицирован как Джейсон Филлипс в серии «Реактивный гонщик», где начал встречаться с Фелицией Харди. В серии «Гоблин объявляет войну!» Филлипс обручился с Харди, а в качестве Хобгоблина заключил непростой союз с Кингпином, столкнувшись как с Человеком-пауком, так и с Зелёным гоблином за право владения устрйоством, открывающим порталы в другое измерение. Филлипс был арестован вскоре после того, как Фелиция узнала его настоящую личность.
- Джейсон Макендейл в образе Джека-фонаря, озвученный Бубу Стюартом[12], появился в мультсериале «Человек-паук» (2017).

### Видеоигры
- Джейсон Макендейл в образе Хобгоблина появился в игре Spider-Man: Return of the Sinister Six (1992), где предстал пятым по счёту противником.
- Джейсон Макендейл в образе Хобгоблина появился в игре The Amazing Spider-Man vs. The Kingpin (1990).
- Джейсон Макендейл в образе Хобгоблина был одним из мини-боссов игры Spider-Man (1995).
- Трэвис Уиллингхэм озвучил Джейсона Макендейла / Хобгоблина в игре Spider-Man Unlimited (2014)[12].
- Костюм Джейсона Макендейла / Джека-фонаря был альтернативным скином Зелёного гоблина в игре Marvel Heroes (2013)[13].

### Товары
Демоническая версия Джейсона Макендейла появляется в линейке Spider-Man Classics, которая была впоследствии переработана для набора Marvel Legends Sinister Six и перекрашена в фигурку Демогоблина.